# Estudos negros

Mapa da África e da diáspora africana em todo o mundo

Os estudos negros, ou estudos africanos (com termos nacionalmente específicos, como estudos afro-americanos e estudos afro-latino-americanos), são um campo acadêmico interdisciplinar que se concentra principalmente no estudo da história, cultura e política dos povos da diáspora africana e África. O campo inclui estudiosos de literatura, história, política e religião africana, afro-americana, afro-canadense, afro-caribenha, afro-latino-americana, afro-europeia, afro-asiática e afro-australiana, bem como aqueles de disciplinas, como como sociologia, antropologia, estudos culturais, psicologia, educação e muitas outras disciplinas das ciências humanas e sociais. O campo também utiliza vários tipos de métodos de pesquisa.
Esforços académicos intensivos para reconstruir a história afrodescendente começaram no final do século XIX (W. E. B. Du Bois, A Supressão do Comércio de Escravos Africanos para os Estados Unidos da América, 1896). Entre os pioneiros da primeira metade do século XX estavam Carter G. Woodson, Herbert Aptheker, Melville Herskovits e Lorenzo Dow Turner.
Os programas e departamentos de estudos negros nos Estados Unidos foram criados pela primeira vez nas décadas de 1960 e 1970 como resultado do ativismo interétnico de estudantes e professores em muitas universidades, desencadeado por uma greve de cinco meses pelos estudos negros na Universidade Estadual de São Francisco. Em fevereiro de 1968, o estado de São Francisco contratou o sociólogo Nathan Hare para coordenar o primeiro programa de estudos negros e redigir uma proposta para o primeiro Departamento de Estudos Negros; o departamento foi criado em setembro de 1968 e ganhou status oficial no final da greve de cinco meses na primavera de 1969. A criação de programas e departamentos de estudos negros foi uma exigência comum de protestos e manifestações por parte de estudantes minoritários e seus aliados, que sentiam que as suas culturas e interesses eram mal servidos pelas estruturas académicas tradicionais.
Departamentos, programas e cursos de estudos afrodescendentes também foram criados no Reino Unido, Caribe, Brasil, Canadá, Colômbia, Equador,  e Venezuela.

## Nomes da disciplina acadêmica
A disciplina acadêmica é conhecida por vários nomes. Ama Mazama expõe:
No apêndice do recentemente publicado Handbook of Black Studies, Asante e Karenga observam que “a nomenclatura da disciplina” permanece “instável” (Asante e Karenga, 2006, p. 421). Esta observação surgiu como resultado de um extenso levantamento dos programas de estudos negros existentes, que levou os editores a identificar uma multiplicidade de nomes para a disciplina: Estudos Africanos, Estudos da Diáspora Africana e Africana, Estudos do Mundo Africano/Negro, Estudos Pan-Africanos, Africologia, Estudos Africanos e do Novo Mundo, Estudos Africanos – Major, Estudos do Mundo Negro, Estudos Latino-Americanos, Estudos Latino-Americanos e Caribenhos, Estudos Negros e Hispânicos, Estudos Africanos e Latino-Americanos, Estudos Africanos e Afro-Americanos, Estudos Negros e Hispânicos, Estudos Afro-Americanos, Estudos Afro-Americanos, Programa de Educação Afro-Americana, Estudos Afro-Étnicos, Estudos Étnicos Americanos, Estudos Americanos – Ênfase Afro-Americana, Estudos Negros, Culturas Americanas Comparadas, Programas de Estudos Étnicos, Estudos Raciais e Étnicos.
Okafor (2014) esclarece:
O que parece motivar estes nomes distintos é uma combinação de fatores: a experiência composta do seu corpo docente, as áreas de especialização do seu corpo docente e suas visões do mundo que compõem cada unidade. Por cosmovisão, refiro-me à questão de saber se a faculdade constituinte num determinado ambiente manifesta alguma ou uma combinação das seguintes visões do nosso projeto:
- uma visão doméstica dos estudos negros que os vê como focados exclusivamente nos assuntos apenas dos afro-americanos dos Estados Unidos que descendem da geração de africanos escravizados
- uma visão diaspórica dos estudos negros que inclua os assuntos de todos os descendentes de africanos no Novo Mundo – isto é, nas Américas: América do Norte, América do Sul e América Central
- uma visão globalista dos estudos negros – isto é, um ponto de vista que pensa em termos de um mundo africano – um mundo que abrange comunidades de origem africana que estão espalhadas por todo o globo e pelo próprio continente africano.

## História

### América do Norte

#### Canadá
Em 1991, a cátedra nacional de Estudos Negros Canadenses, que recebeu o nome de James Robinson Johnston, foi criada na Universidade de Dalhousie com o propósito de promover o desenvolvimento e a presença dos estudos negros no Canadá. Alexandre Pushkin foi estudado pelo presidente dos Estudos Negros Canadenses, John Barnstead.

#### Estados Unidos

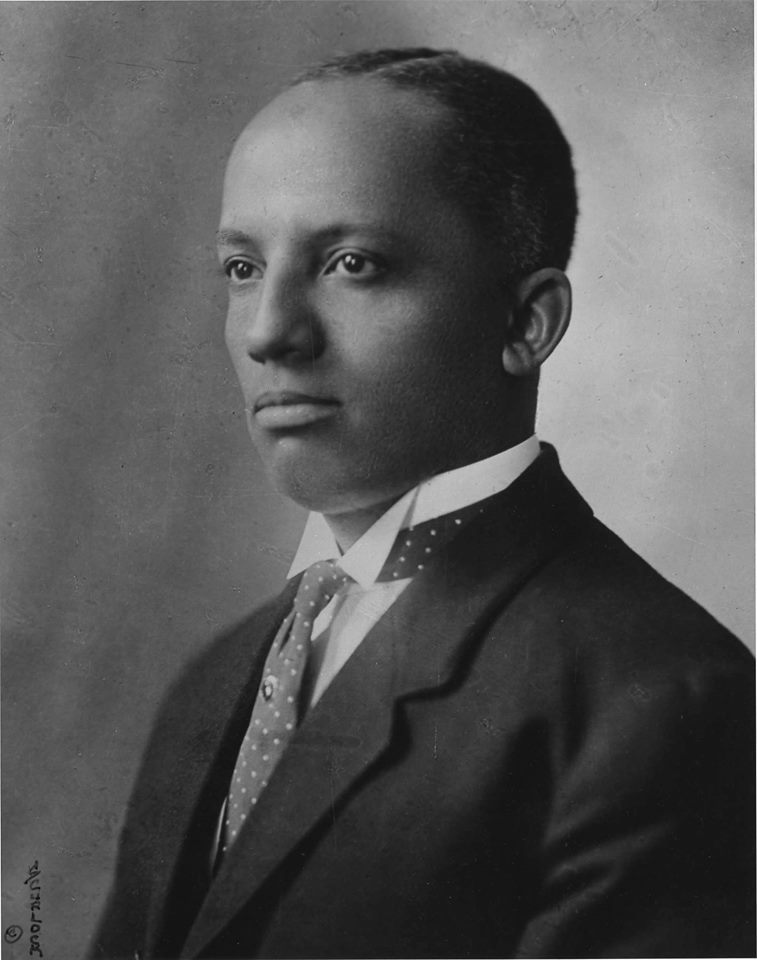
Carter G. Woodson

Uma meta e objetivo específicos deste campo de estudo interdisciplinar é ajudar os alunos a ampliar o seu conhecimento da experiência humana mundial, apresentando um aspecto dessa experiência – a experiência negra – que tem sido tradicionalmente negligenciada ou distorcida pelas instituições educacionais. Além disso, o campo se esforça para apresentar uma perspectiva afrocêntrica, incluindo fenômenos relacionados à cultura. De acordo com Robert Harris Jr., professor emérito de história no Centro de Pesquisa de Estudos Africanos na Universidade Cornell, houve quatro estágios no desenvolvimento dos estudos africanos: da década de 1890 até a Segunda Guerra Mundial, numerosas organizações se desenvolveram para analisar a cultura e a história dos povos africanos. Na segunda etapa, o foco voltou-se para os afro-americanos. Na terceira fase, um conjunto de programas acadêmicos recentemente concebidos foi estabelecido como estudos negros.
Nos Estados Unidos, a década de 1960 é justamente conhecida como a década turbulenta. Durante este período, a nação viveu uma grande agitação social, à medida que os residentes desafiavam a ordem social de formas radicais. Muitos movimentos ocorreram nos Estados Unidos durante este período, incluindo o movimento pelos direitos das mulheres, o movimento pelos direitos trabalhistas e o movimento pelos direitos civis.
Os estudantes da Universidade da Califórnia em Berkeley foram testemunhas do Movimento dos Direitos Civis e, em 1964, foram lançados no ativismo. Em 1º de outubro de 1964, Jack Weinberg, um ex-aluno de pós-graduação, estava sentado a uma mesa onde o Congresso da Igualdade Racial (CORE) distribuía literatura incentivando os estudantes a protestarem contra o racismo institucional. A polícia pediu a Weinberg que apresentasse sua identidade para confirmar que era estudante, mas ele se recusou a fazê-lo e foi, portanto, preso. Em apoio a Weinberg, 3.000 estudantes cercaram a viatura policial, e até usaram o carro como pódio, de onde falaram sobre o seu direito de se envolverem em protestos políticos no campus. Esta manifestação improvisada foi o primeiro de muitos protestos, culminando na institucionalização dos estudos negros.
Dois meses depois, estudantes da UC Berkeley organizaram uma manifestação no edifício da administração para protestar contra uma regra que proibia todos os clubes políticos de angariar fundos, excluindo os clubes democratas e republicanos. A polícia prendeu 800 estudantes. Os alunos formaram um movimento pela liberdade de expressão e Mario Savio tornou-se seu líder poético, afirmando que "a liberdade de expressão era algo que representa a própria dignidade do que é um ser humano". Os Estudantes por uma Sociedade Democrática (SDS), um clube bem relacionado e organizado, organizou uma conferência intitulada O Poder Negro e seus Desafios. Os líderes negros, que estavam diretamente ligados aos movimentos de direitos civis então em curso, falaram a um público predominantemente branco sobre os seus respectivos objetivos e desafios. Esses líderes incluíam Kwame Ture do Comitê de Coordenação Não-Violenta Estudantil (SNCC) e James Bevel da Conferência de Liderança Cristã do Sul (SCLC).
As conferências educativas, como a da SDS, forçaram a universidade a tomar algumas medidas para corrigir a questão racial mais óbvia no campus – a escassa população estudantil negra. Em 1966, a escola realizou seu primeiro levantamento racial e étnico oficial, no qual se descobriu que o “Negro Americano” representava 1,02% da população universitária. Em 1968, a universidade instituiu seu Programa de Oportunidades Educacionais (EOP), facilitou o aumento das matrículas de estudantes de minorias e ofereceu ajuda financeira a estudantes de minorias com alto potencial. Em 1970, havia 1.400 alunos EOP. À medida que a população estudantil minoritária aumentava, a tensão entre os clubes de ativistas e as minorias crescia porque as minorias queriam o domínio do movimento que as afetava diretamente. Um aluno afirmou que era “um retrocesso educar os brancos sobre o Black Power quando muitos negros ainda não têm educação sobre o assunto". "Os membros da União Estudantil Afro-Americana (AASU) propuseram um departamento acadêmico chamado Estudos Negros em abril de 1968. “Exigimos um programa de Estudos Negros, um programa que seja de e para pessoas negras. Exigimos ser educados de forma realista e que nenhuma forma de educação que tente mentir para nós ou que de outra forma nos eduque será aceita".
Os membros da AASU afirmaram: "Os jovens da América são os herdeiros do que é, sem dúvida, um dos conjuntos de circunstâncias sociais mais desafiadores e ameaçadores que já recaiu sobre uma geração de jovens na história". A AASU usou essas reivindicações para ganhar terreno em sua proposta de criar um departamento de estudos negros. Nathan Hare, professor de sociologia da Universidade Estadual de São Francisco, criou o que ficou conhecido como uma proposta conceitual para estudos negros e a AASU usou a estrutura de Hare para criar um conjunto de critérios. Um programa de estudos negros foi implementado pela administração da UC Berkeley em 13 de janeiro de 1969. Em 1969, St. Clair Drake foi nomeado o primeiro presidente do Programa de Estudos Africanos e Afro-Americanos da Universidade Stanford. Muitos programas, departamentos e programas de estudos negros em todo o país foram criados nos anos subsequentes.[carece de fontes?]
Da mesma forma, na Universidade da Califórnia em Santa Bárbara, o ativismo estudantil levou ao estabelecimento de um departamento de estudos negros, em meio a grande perseguição e discriminação de líderes estudantis negros nos campi da Universidade da Califórnia. Na temporada de outono de 1968, estudantes negros da UCSB juntaram-se ao movimento nacional pelos direitos civis para acabar com a segregação racial e a exclusão da história e dos estudos negros dos campi universitários. Motivados pela insensibilidade da administração e da vida geral do campus, ocuparam o Salão Norte e apresentaram à administração um conjunto de demandas. Tais esforços levaram à eventual criação do departamento de estudos negros e do Centro de Estudos Negros.
Ativismo semelhante estava acontecendo fora da Califórnia. Na Universidade Yale, um comitê, liderado pelo cientista político Robert Dahl, recomendou o estabelecimento de um curso de graduação em cultura afro-americana, um dos primeiros desse tipo em uma universidade americana.
Quando Ernie Davis, que era da Universidade de Syracuse, se tornou o primeiro afro-americano a ganhar o Heisman Trophy no futebol universitário, isso renovou os debates sobre raça nos campi universitários do país. Inspirados pela vitória de Davis, pelo movimento pelos direitos civis e pelo ativismo estudantil em todo o país, em 1969, estudantes negros e brancos, liderados pela Student African American Society (SAS), na Universidade de Syracuse, marcharam em frente ao prédio em Newhouse e exigiram que os estudos negros fossem ministrados em Syracuse. O campo de estudos negros existiu como um programa independente e subfinanciado, sem graduação, de 1971 a 1979. Em 1979, o programa tornou-se o Departamento de Estudos Afro-Americanos, oferecendo cursos dentro da Faculdade de Artes e Ciências.
Ao contrário dos outros programas, os estudos negros surgiram de rebeliões em massa de estudantes universitários e professores negros em busca de uma mudança. A quarta etapa, com o o novo nome, Estudos Africanos, envolveu uma elaboração teórica da disciplina de estudos negros de acordo com a recuperação cultural africana e princípios díspares nas questões históricas e culturais da africanidade dentro de uma interpretação professoral das interações entre esses campos e as administrações universitárias.
Assim, os estudos africanos refletiram o amadurecimento e a institucionalização do movimento de estudos negros no decurso da sua integração no currículo acadêmico dominante. Os estudos negros e os estudos africanos diferem principalmente porque os estudos africanos se concentram na africanidade e nas questões históricas e culturais da África e seus descendentes, enquanto os estudos negros foram concebidos para lidar com a elevação e o desenvolvimento da comunidade negra (afro-americana) em relação a educação e sua relevância para a comunidade. A adaptação do termo estudos africanos parece ter derivado do trabalho enciclopédico de W. E. B. Du Bois e Carter G. Woodson. James Turner, que foi recrutado na escola de pós-graduação em Northwestern logo após as rebeliões estudantis de 1969, usou o termo pela primeira vez para descrever uma abordagem global aos estudos negros e nomeou o Centro de Estudos e Pesquisa Africana em Cornell, onde atuou como o diretor fundador.
Studia Africana foi publicado pelo Departamento de Estudos Afro-Americanos da Universidade de Cincinnati em uma única edição em 1977 (uma revista não relacionada chamada Studia Africana é publicada pelo Centro de Estudios Africanos, em Barcelona, desde 1990). O International Journal of Africana Studies (ISSN 1056-8689) é publicado desde 1992 pelo Conselho Nacional de Estudos Negros (EUA).
A filosofia africana faz parte e é desenvolvida no campo dos estudos africanos.
Em 1988 e 1990, as publicações sobre estudos afro-americanos foram financiadas pela Fundação Ford, e os acadêmicos afro-americanos que produziram as publicações usaram ortodoxias disciplinares tradicionais, de fora dos estudos afro-americanos, para analisar e avaliar as fronteiras, estrutura, e legitimidade das pesquisas. Em detrimento do campo, uma abundância de pesquisas sobre estudos afro-americanos foi desenvolvida por acadêmicos que não estão dentro da própria disciplina. Em vez disso, os acadêmicos e os estudos que produziram sobre os estudos afro-americanos foram caracterizados como portadores de uma "visão do mundo hegemónica ariana". Devido à escassez de pessoal na área dos estudos afro-americanos, os académicos da área, formados em esferas tradicionais, carregam consigo presunções de primazia dos pontos de vista de seu campo de formação, o que tende a resultar na marginalização dos fenômenos africanos que são os objetos de estudo e até mesmo o campo dos estudos afro-americanos em geral. Consequentemente, as questões do desenvolvimento da teoria, bem como o desenvolvimento da consciência histórica e africana, são frequentemente negligenciadas. Como o foco dos estudos afro-americanos é o estudo da diáspora africana e da África, incluindo seus problemas, torna a teoria da Afrocentricidade cada vez mais relevante.
O Conselho Nacional de Estudos Negros também reconheceu o problema dos acadêmicos, que foram formados em áreas como a educação, economia, história, filosofia, ciência política, psicologia e sociologia – campos fora dos estudos afro-americanos – e estão empenhados na sua formação disciplinar, mas não são capazes de reconhecer as deficiências da sua educação no que se refere ao campo de estudos afro-americanos em que estão a ingressar. Além disso, esses acadêmicos, que também se reconheceriam como especialistas na disciplina de estudos afro-americanos, também tentariam avaliar a legitimidade da Africologia – fazendo-o através de análises baseadas na retórica crítica, em vez de baseadas em investigação pensativa.
Seguindo o movimento de estudos negros e o movimento de estudos africanos, Molefi Kete Asante identifica o movimento Africológico como um movimento acadêmico subsequente. Asante é autor do livro Afrocentricidade, de 1980. No livro, Asante usou o termo Afrologia como nome para o campo interdisciplinar dos estudos negros e o definiu como "o estudo afrocêntrico dos fenômenos africanos". Mais tarde, Winston Van Horne mudou o uso do termo Afrologia de Asante para Africologia. Asante então passou a usar sua definição anterior para Afrologia como a definição para o termo recém-adotado, Africologia. A Africologia Sistemática, que é um método de pesquisa no campo dos estudos negros desenvolvido por Asante, utiliza a teoria da afrocentricidade para analisar e avaliar os fenômenos africanos. Num esforço para desviar os estudos negros do seu estatuto interdisciplinar para um estatuto disciplinar, Asante recomendou que a afrocentricidade deveria ser o metaparadigma dos estudos negros e que o novo nome dos estudos negros deveria ser Africologia; isto pretende fazer com que os estudos negros deixem de ter uma definição tópica de estudo dos povos africanos, que é partilhada com outras disciplinas, e passem a ter uma definição perspectiva que é única na forma como os povos africanos são estudados – isto é, o estudo de povos africanos, através de uma perspectiva centrada, que está enraizada e deriva das culturas e experiências dos povos africanos. Ao fazê-lo, como indica Ama Mazama, isto deverá aumentar a relevância dos estudos negros e fortalecer a sua presença disciplinar.

#### México
Através do desenvolvimento da publicação La población negra de México (1946), Gonzalo Aguirre Beltrán abriu caminho para o desenvolvimento dos estudos afro-mexicanos.

### América Central
Entre os países de língua inglesa da América Central, os estudiosos educados nos Estados Unidos e no Reino Unido contribuíram consideravelmente para o desenvolvimento dos estudos negros.  Estudiosos, como Fitzroy Baptiste, Richard Goodridge, Elsa Goveia, Allister Hinds, Rupert Lewis, Bernard Marshall, James Millette e Alvin Thompson, contribuíram para o desenvolvimento dos estudos negros nos campi da Universidade das Índias Ocidentais em Barbados, Jamaica, e Trindade.

#### Costa Rica
O Poder Executivo criou uma lei para estabelecer um Comitê de Estudos afro-costarriquenhos, como uma, entre outras leis, para aumentar o nível de inclusão dos afro-costarriquenhos na Costa Rica.

#### Cuba
Durante o início dos anos 1900, Fernando Ortiz foi o pioneiro no campo emergente dos estudos afro-cubanos. Em 16 de janeiro de 1937, foi criada a Sociedade de Estudos Afro-Cubanos (SEAC), que publica a revista acadêmica Estudios Afrocubanos. Em 1939, o trabalho acadêmico de Rómulo Lachatañeré apareceu num volume desta revista.

#### Guatemala
Christopher H. Lutz é o autor de Santiago de Guatemala, 1541–1773, que é considerada uma das literaturas fundamentais dos estudos afro-guatemaltecos.

#### Haiti
Lorimer Denis, François Duvalier e Jean Price-Mars, como fundadores do Departamento de Etnologia e figuras importantes do movimento Noirisme no Haiti, também foram influentes na publicação do jornal fundamental de estudos afro-haitianos, Les Griots. Um dos acadêmicos mais influentes nos estudos afro-haitianos é René Piquion.

#### Honduras
Devido a um histórico de recursos escassos e de racismo, os afro-hondurenhos têm sido amplamente excluídos das publicações acadêmicas sobre Honduras; consequentemente, os estudos afro-hondurenhos permaneceram limitados no seu desenvolvimento formal.

#### Panamá
Em março de 1980, juntamente com o governo panamenho, o Centro de Estudos Afro-Panamanianos sediou o Segundo Congresso sobre Cultura Negra nas Américas.

#### Porto Rico
Os estudos afro-porto-riquenhos não são oferecidos como programa de graduação pela Universidade de Porto Rico. Numerosas publicações acadêmicas, como Arrancando Mitos De Raiz: Guia Para La Ensenanza Antirracista De La Herencia Africana En Puerto Rico, foram trabalhos acadêmicos que estabeleceram Isar Godreau como um líder em estudos afro-porto-riquenhos.

#### República Dominicana
Em 1967, Carlos Larrazábal Blanco escreveu Los Negros Y La Esclavitud En Santo Domingo, que é considerado um trabalho acadêmico fundamental nos estudos afro-dominicanos. Mesmo em áreas da República Dominicana com muitos afro-dominicanos e onde a cultura afro-dominicana é predominante, tem havido um desafio contínuo nos estudos negros para encontrar evidências linguísticas de uma língua afro-dominicana remanescente.

### América do Sul

#### Argentina
Desde a década de 1980, os estudos afro-argentinos experimentaram um crescimento renovado.

#### Brasil

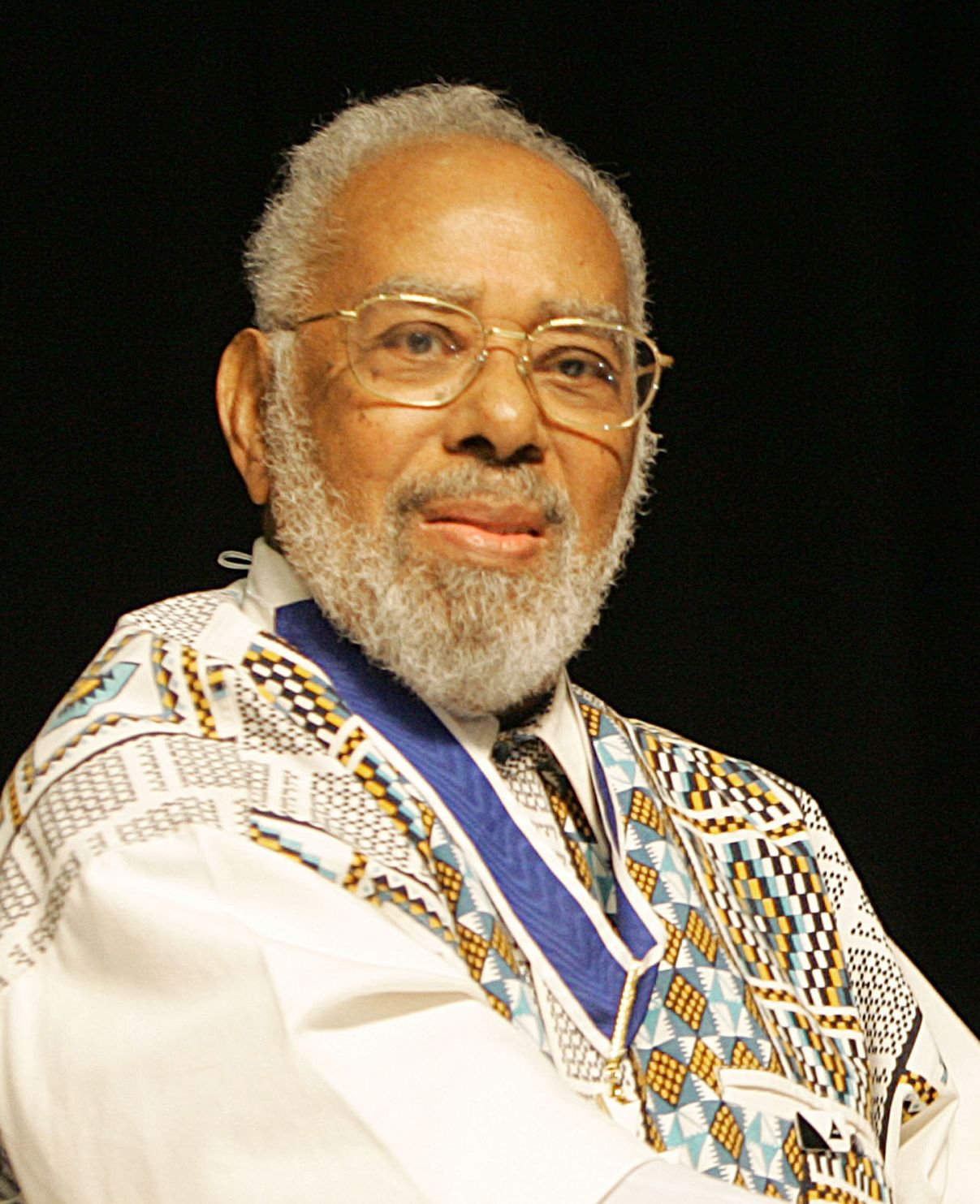
Abdias do Nascimento

Em 1980, Abdias do Nascimento apresentou no Panamá sua bolsa sobre quilombismo no II Congresso de Cultura Negra nas Américas. A sua bolsa de estudos sobre quilombismo detalhou como os assuntos econômicos e políticos dos afrodescendentes em todas as Américas contribuíram para a forma como eles se organizaram socialmente. Posteriormente, Nascimento voltou ao Brasil e iniciou a institucionalização dos estudos africanos em 1981. Ainda na Pontifícia Universidade Católica de São Paulo, Nascimento desenvolveu o Instituto de Estudos e Pesquisas Afro-Brasileiras (IPEAFRO). Um curso para professores foi ministrado pelo IPEAFRO entre 1985 e 1995.

#### Chile
Das décadas de 1920 a 1950, as publicações que incluíam a presença de afro-chilenos não foram sistematizadas e, das décadas de 1960 a 1980, as publicações continuaram a agrupar os afro-chilenos com outros grupos. Desde a década de 2000, tem havido uma sistematização crescente e um desenvolvimento mais formal dos estudos afro-chilenos, juntamente com um maior foco nos afro-chilenos e na recuperação da sua herança cultural.

#### Colômbia
Estudiosos como Rogério Velásquez, Aquiles Escalante, José Rafael Arboleda e Thomas Price foram precursores no desenvolvimento dos estudos afro-colombianos nas décadas de 1940 e 1950. Na década de 1960, à medida que os programas de ciências sociais foram incorporados às instituições universitárias, as contribuições de antropólogos e cientistas sociais contribuíram para o seu surgimento. Após a promulgação da Constituição colombiana, particularmente o artigo 55, em 1991, a Lei 70 em 1993,  e o Decreto 804 do Ministério da Educação em 1995, o elementos para os estudos afro-colombianos começaram a se unir, e a discriminação histórica dos afro-colombianos pôde começar a ser abordada, com o desenvolvimento de conteúdo educacional nacional sobre os afro-colombianos e a África. Na Universidade de Bogotá, da Universidade Nacional da Colômbia, o Grupo de Estudos Afro-colombianos desenvolveu e estabeleceu um programa de formação em estudos afro-colombianos para professores do ensino primário e secundário. Em fevereiro de 2002, um programa de diplomação de educação continuada em estudos afro-colombianos foi desenvolvido e começou a ser oferecido na Universidade de Cauca em Belalcázar, Caldas. Na Pontifícia Universidade Javeriana existe um programa de mestrado em estudos afro-colombianos. Há também um programa de estudos no exterior para estudantes afro-colombianos e estudantes afro-americanos, existente entre o programa de estudos afro-colombianos da Pontifícia Universidade Javeriana na Colômbia e os programas de estudos afro-americanos em faculdades e universidades historicamente negras nos Estados Unidos.

#### Equador
Os afro-equatorianos iniciaram o desenvolvimento do Centro de Estudos Afro-Equatorianos no final da década de 1970, que serviu como meio de organizar questões acadêmicas relacionadas à identidade e história afro-equatoriana. Embora tenha sido dissolvido no início da década de 1980, na década de 1990, organizações que seguiram o exemplo do Centro de Estudos Afro-Equatorianos deram início ao desenvolvimento do programa de educação étnica afro-equatoriana na Escola Secundária Nacional, no Vale de Chota, Equador, e programa de mestrado em Estudos Afro-Andinos na Universidade Andina Simón Bolívar (UASB), em Quito, Equador. Com a promulgação do artigo 84 da Constituição do Equador de 1998, deu-se reconhecimento formal à educação étnica afro-equatoriana. Juan Garcia, que foi um dos fundadores do Centro de Estudos Afro-Equatorianos, é um estudioso líder em estudos afro-equatorianos e contribuiu consideravelmente para o desenvolvimento dos programas no Vale de Chota e em Quito.

#### Paraguai
Em 1971, Carvalho Neto o publica Estudios Afroparaguayos.

#### Peru
Embora a presença de estudos afro-peruanos possa não ser forte no Peru, o corpo de estudos está em crescimento. Tem havido esforços para organizar os elementos dos estudos afro-peruanos no Peru, como por exemplo o LUNDU, que organizou uma conferência internacional para estudos negros no Peru em 13 de novembro de 2009. Durante esta conferência organizada pela LUNDU, Luis Rocca, cofundador do Museu Nacional Afro-Peruano e também historiador, apresentou sua pesquisa sobre os afro-peruanos. Um grupo de estudantes universitários focado em estudos afro-peruanos também foi criado perto de San Juan de Lurigancho, Lima, Peru. Além disso, houve algumas pesquisas em estudos afro-peruanos desenvolvidas nos Estados Unidos e um painel sobre estudos afro-peruanos em uma conferência organizada em 11 de dezembro de 2019, pelo Centro Hutchins para Pesquisas Africanas e Afro-Americanas no Estados Unidos.

#### Uruguai
Desde 1996, a quantidade de bolsas de estudos afro-uruguaios aumentou como resultado do maior foco global nos estudos afro-latino-americanos.

#### Venezuela
O currículo de estudos afro-venezuelanos foi desenvolvido na Universidade Politécnica Territorial de Barlovento Argelia Laya (UPTBAL), em Higuerote, Barlovento, por Alejandro Correa. Em 2006, a afro-epistemologia e a cultura africana foram formalmente desenvolvidas como cursos iniciais para os alunos deste currículo.

### Europa

#### Reino Unido

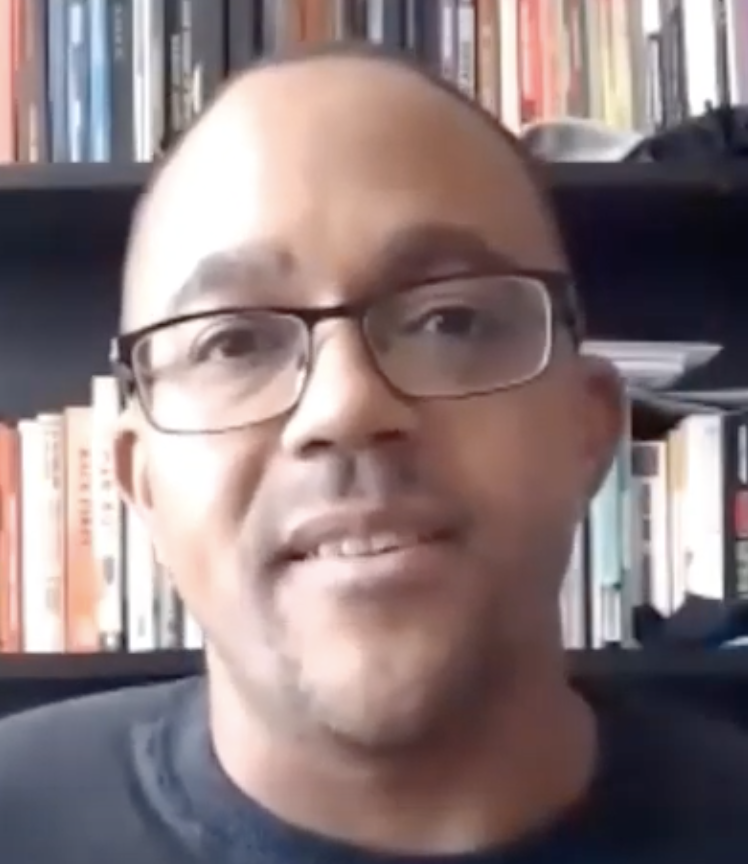
Kehinde Andrews

Após a ascensão e declínio dos Estudos Culturais Negros Britânicos entre o início dos anos 1980 e o final dos anos 1990, os estudos negros nos Estados Unidos revigoraram o pensamento crítico negro no Reino Unido. Kehinde Andrews, que iniciou o desenvolvimento da Associação de Estudos Negros no Reino Unido, bem como o desenvolvimento de um curso de estudos negros na Universidade da Cidade de Birmingham, continua a defender o avanço da presença de estudos negros no Reino Unido.

## Métodos de pesquisa

### Autoconsciência Africana
Kobi K. K. Kambon desenvolveu um método de pesquisa e um quadro psicológico, conhecido como autoconsciência africana, que analisa os estados e mudanças da mente africana.

### Mulherismo africana
Delores P. Aldridge desenvolveu um método de pesquisa, que analisa do ponto de vista das mulheres negras, conhecido como mulherismo africana. Em vez de a importância do indivíduo (por exemplo, necessidades, desejos) ser considerada maior do que a da unidade familiar, a importância da unidade familiar é considerada maior do que a do indivíduo.

### Afrocentricidade

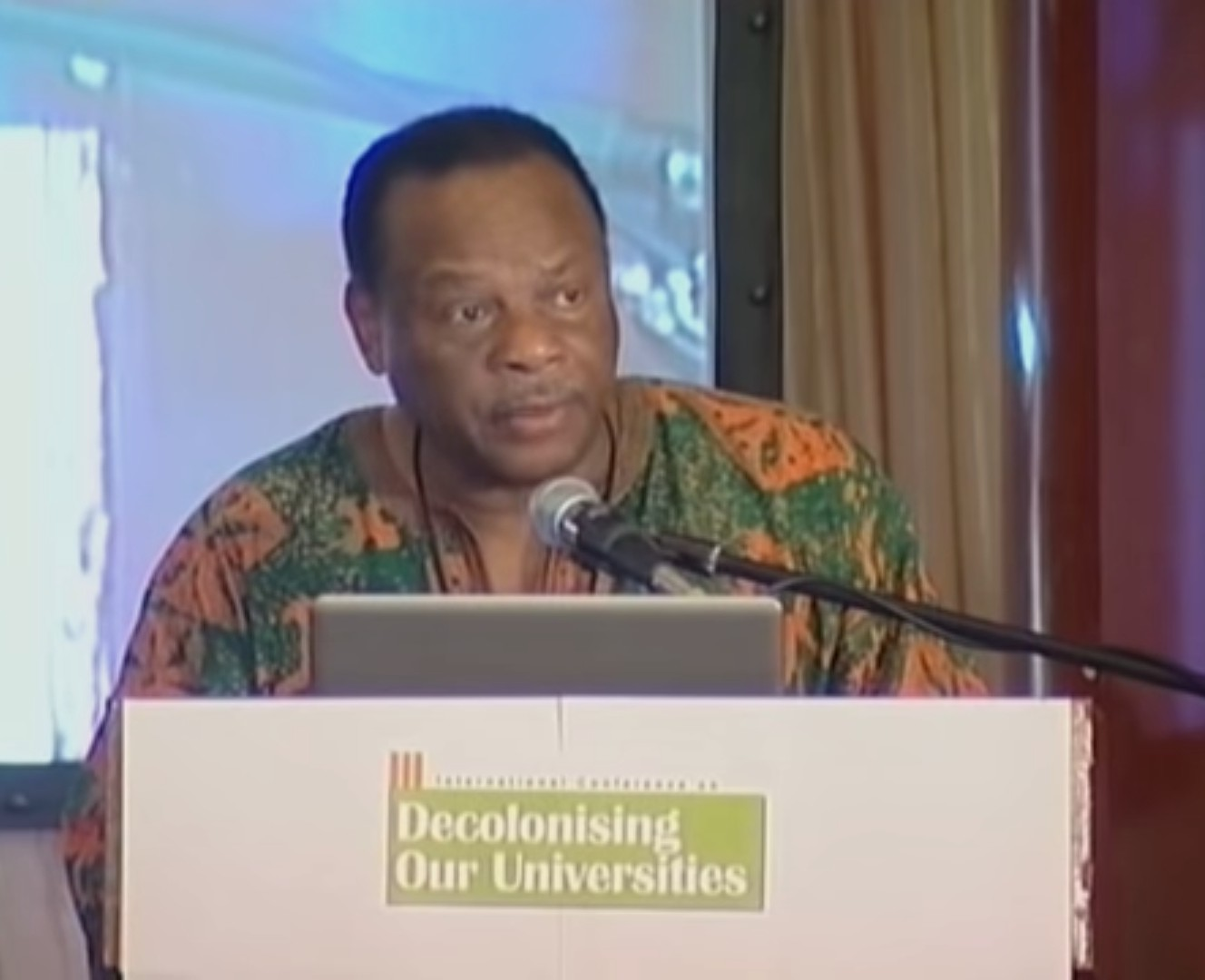
Molefi Kete Asante

A afrocentricidade é uma teoria académica e uma abordagem académica que procura centrar as experiências e os povos de África e da diáspora africana nos seus próprios contextos históricos, culturais e sociológicos. Desenvolvido pela primeira vez como uma metodologia sistematizada por Molefi Kete Asante em 1980, inspirado em vários intelectuais africanos e da diáspora africana, incluindo Cheikh Anta Diop, George James, Harold Cruse, Ida B. Wells, Langston Hughes, Malcolm X, Marcus Garvey, e W. E. B. Du Bois. O Círculo do Templo, também conhecido como Escola de Pensamento do Templo, Círculo do Templo da Afrocentricidade, ou Escola do Templo da Afrocentricidade, foi um dos primeiros grupos de africologistas durante o final dos anos 1980 e início da década de 1990, que ajudou a desenvolver ainda mais a afrocentricidade, que se baseia em conceitos de agência, centralização, localização e orientação.

### Estudos de homens negros
Os estudos de homens negros concentra-se principalmente no estudo de homens e meninos negros. Seu foco de pesquisa inclui o estudo da masculinidade negra e baseia-se em disciplinas como história, filosofia e sociologia. Os estudos de homens negros usa um paradigma centrado no homem negro projetado para criticar publicações de estudos de gênero do passado e do presente sobre homens negros, bem como se centra e enfrenta o problema da misandria anti-negra. Publicações passadas e atuais de estudos de gênero tendem a conter suposições de que homens e rapazes negros são criminosos e agressores de mulheres negras e brancas. Consequentemente, as publicações de estudos de gênero do passado e do presente tendem a conter paradigmas, teorias e narrativas que se baseiam na misandria anti-negra, juntamente com uma linguagem de hipermasculinidade construída teoricamente, e tendem a estar mal equipadas para compreender os homens negros como vítimas. A vulnerabilidade passada e presente dos homens negros, que vai desde a violação, ao abuso sexual e à morte, que tende a ser ignorada e subestimada pela retórica sobre a hipermasculinidade, sublinha a necessidade de desenvolver nova linguagem, narrativas e teorias para compreender os homens negros.

### Cultura blues
James B. Stewart desenvolveu o método de pesquisa e a estrutura metodológica, conhecida como cultura blues, (ou blues culture), que examina as características (por exemplo, versatilidade, vibração) da cultura africana utilizando vários meios de uma variedade de disciplinas (por exemplo, economia, história, sociologia).

### Dupla conscientização

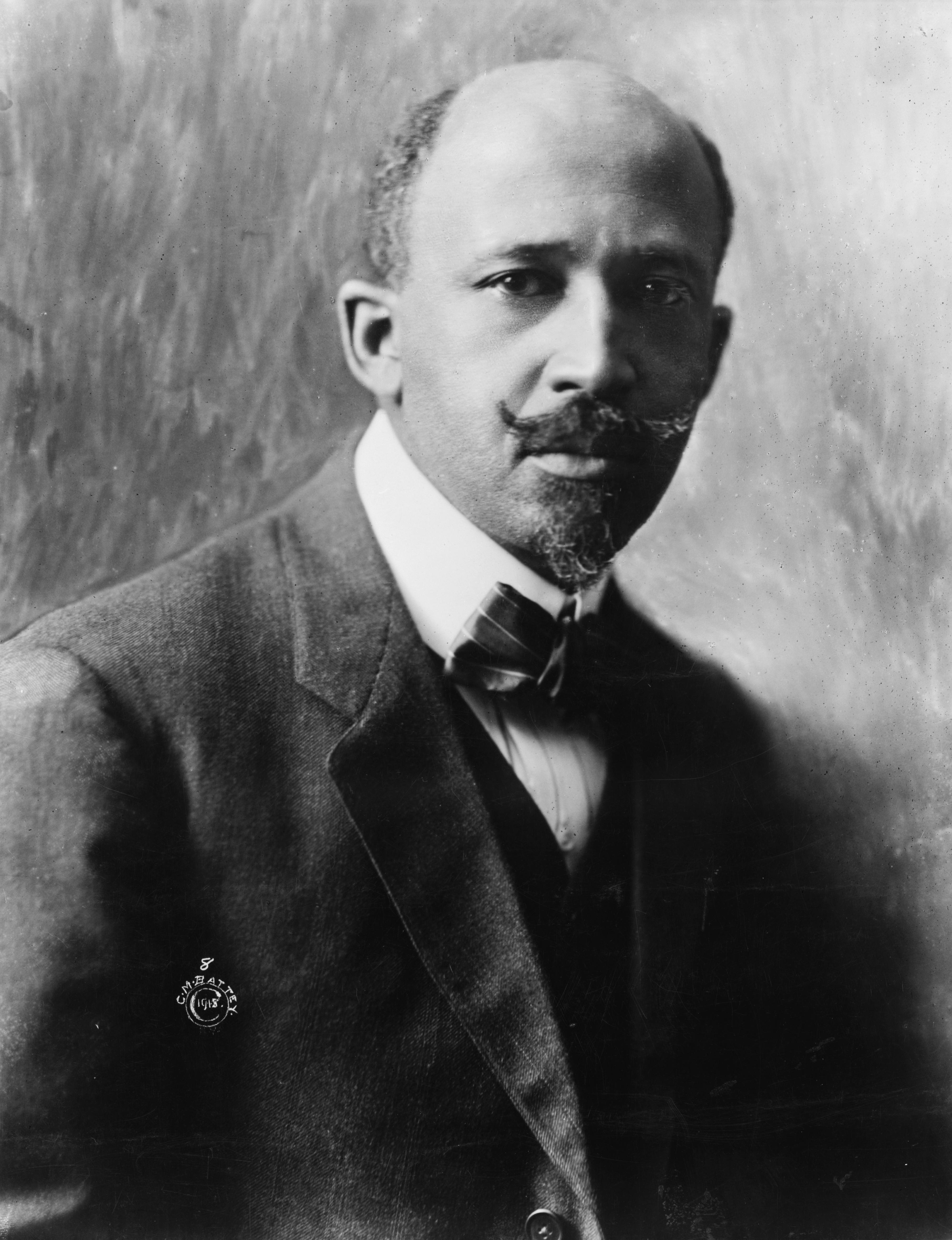
W. E. B. Du Bois

W. E. B. Du Bois desenvolveu o método de pesquisa e a estrutura conceitual, conhecida como dupla conscientização, para analisar como os povos (e fenômenos) africanos existem em um mundo duo-racializado (preto e branco) e subsequentemente desenvolvem uma dupla conscientização. Em vez de sucumbir a diversas formas de pressão externa (por exemplo, assimilação, assédio, preconceito, racismo, sexismo, vigilância), os africanos descobrem como lidar com elas.

### Quatro tarefas básicas do pesquisador dos estudos negros
James Turner desenvolveu o método de pesquisa e a estrutura científica social, conhecida como quatro tarefas básicas do pesquisador dos estudos negros, que investiga os problemas que afetam as experiências dos povos africanos e aborda quatro critérios relacionados (por exemplo, defender, disseminar, gerar, preservar novos conhecimentos) utilizando vários meios de exame de uma variedade de disciplinas (como história conceitual, economia, ciência política, sociologia).

### Análise interpretativa
Charles H. Wesley desenvolveu o método de pesquisa de Análise Interpretativa, que utiliza um sistema estrutural ou cultural para coletar, analisar e interpretar dados.

### Teoria Kawaida

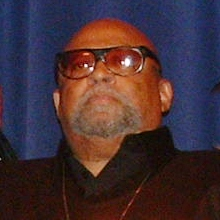
Maulana Karenga

Maulana Karenga baseou-se no conceito do Kwanzaa para desenvolver seu método de pesquisa, conhecido como Teoria Kawaida. Sete fatores (por exemplo, produção criativa, ethos, história, religião, organização econômica, organização política, organização social) são utilizados para examinar a experiência africana, que se situa num contexto pan-africanista.

### Deseducação do negro
Carter G. Woodson desenvolveu o método de pesquisa e a estrutura conceitual da deseducação do negro, que analisa e avalia a história e a cultura do povo africano, e observa que sua perda notável se deve ao fato de o povo estar descentralizado de seu próprio histórico e contextos culturais.

### Nigrescência
William E. Cross Jr. desenvolveu o método de pesquisa, conhecido como nigrescência, como estrutura psicológica; com a estrutura, ele analisa a cultura africana e as dimensões comportamentais de seus traços psicoadaptativos, bem como analisa uma linha do tempo da cultura negra (que ele compõe por cinco etapas).

### Visão de mundo ideal da psicologia
Linda Meyers desenvolveu o método de pesquisa, conhecido como visão de mundo ideal da psicologia, que utiliza a investigação da mente africana através de uma estrutura cultural (por exemplo, estrutura de cultura de nível superficial, estrutura profunda de cultura); o seu ponto de vista sub-óptimo destaca os deméritos de uma mente africana que tem uma mentalidade assimilada e o seu ponto de vista óptimo corresponde a uma mente africana que tem uma mentalidade africana.

### Paradigma da unidade
Abdul Alkalimat desenvolveu o método de pesquisa conhecido como paradigma da unidade, que tem um foco considerável nas relações entre as classes sociais, por meio da análise marxista, e utiliza o gênero como fator determinante, bem como utiliza uma noção indefinida de afrocentricidade.

### Autoridade compartilhada
Michael Frisch desenvolveu o método de pesquisa, conhecido como autoridade compartilhada, para investigar a oratura, que reconhece a personalidade (por exemplo, sujeito, agência) e as experiências do indivíduo africano. Através deste reconhecimento metodológico, informações que podem não ter sido capturadas em publicações anteriores podem ser adquiridas de forma otimizada.

### Legitimidade social
Winston Van Horn desenvolveu um método de investigação e um quadro metodológico (composto por três etapas), conhecido como legitimidade social, que analisa as experiências dos povos africanos e dos fenômenos africanos nos seus contextos políticos e sociológicos.

### Teoria dos dois berços

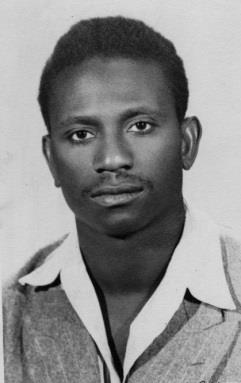
Cheikh Anta Diop

Cheikh Anta Diop baseou-se na antropologia, na arqueologia, na história e na sociologia para desenvolver um método de investigação e uma métrica cultural, conhecida como teoria dos dois berços, para avaliar as diferenças entre as culturas africanas e europeias – entre o que é caracterizado e visto como o berço do sul e o berço do norte.

### Ujimaa
James L. Conyers, Jr. baseou-se no conceito do Kwanzaa para desenvolver o método de pesquisa conhecido como Ujimaa; o quadro metodológico baseia-se na filosofia, na sociologia e na história conceptual, com o entendimento de que a cultura é utilizada para analisar e avaliar fenômenos pan-africanistas de todo o mundo, e é utilizada para analisar a responsabilidade social e o trabalho do coletivo.

## Desafios e críticas recentes
Um dos principais contratempos nos programas ou departamentos de estudos negros é a falta de recursos financeiros disponíveis para alunos e professores. Muitas universidades e faculdades nos Estados Unidos oferecem programas de estudos para negros com orçamentos pequenos e, portanto, é difícil para o departamento comprar materiais e contratar pessoal. Devido ao orçamento limitado para estudos negros, alguns docentes são nomeados em conjunto, fazendo com que os docentes deixem suas disciplinas de origem para ministrar uma disciplina com a qual talvez não estejam familiarizados. As questões orçamentárias dificultam o funcionamento e a promoção dos programas e departamentos de estudos negros.
Alega-se que o racismo, perpetrado por muitos administradores, dificulta a institucionalização dos estudos negros nas principais universidades. Tal como acontece com a UC Berkeley, a maioria dos programas de estudos negros em todo o país foram instituídos devido à insistência e exigência dos estudantes negros para criar o programa. Em muitos casos, os estudantes negros também pediram o aumento das matrículas de cotas para afrodescendentes e a assistência financeira a esses estudantes. Também se vê no caso da UC Berkeley a constante exigência de ter tal programa, mas colocar o poder de controle nas mãos dos negros. A ideia era que os estudos negros não poderiam ser realistas se fossem ensinados por alguém que não estivesse acostumado com a experiência negra. Em muitos campi, os diretores de estudos negros têm pouca ou nenhuma autonomia – eles não têm o poder de contratar ou conceder estabilidade ao corpo docente. Em diversas universidades, uma falta geral de respeito pela disciplina causou instabilidade para os alunos e para o programa.
Nos últimos trinta anos, houve um declínio constante de pesquisadores de estudos negros.

## Universidades e faculdades com departamentos, programas e cursos de estudos negros
Brasil
- Pontifícia Universidade Católica de São Paulo[8]

Canadá
- Universidade Brock[90]
- Universidade Concórdia[91]
- Dalhousie University[92][9]
- Queen's University[93]
- Universidade York[94]

Caribe
- Universidade das Ilhas Virgens
- Universidade das Índias Ocidentais[7]

Colômbia
- Universidade Nacional da Colômbia[62]
- Pontifícia Universidade Javeriana[66][67]
- Universidade de Cauca[63]

Equador
- Universidade Andina Simón Bolívar[12]

Estados Unidos
- American University
- Amherst College
- Baruch College
- Universidade Brandeis
- Universidade Brown
- Universidade Estadual da Califórnia em Dominguez Hills
- Universidade Estadual da Califórnia em Fullerton
- Universidade Estadual da Califórnia em Northridge
- Carleton College
- Universidade Estadual de Cleveland
- Faculdade de William e Mary
- Universidade Columbia
- Dartmouth College
- Davidson College
- Dominican University
- Duke University[95]
- Eastern Kentucky University
- Eastern Michigan University[96]
- Universidade Emory
- Universidade Fordham
- Universidade de Georgetown
- Universidade Estadual da Geórgia
- Guilford College
- Faculdade Hunter
- Universidade de Indiana
- Kent State University[97]
- Oberlin College[98]
- Universidade Estadual de Ohio
- Universidade Loyola Marymount
- Luther College
- Middle Tennessee State University
- Mount Holyoke College
- Faculdade Comunitária de Nassau
- Universidade do Noroeste
- Universidade Estadual da Pensilvânia[99]
- Portland State University[100]
- Universidade de Princeton
- Universidade de Purdue
- Faculdade do Queens
- San Jose State University[101]
- Universidade do Sul de Illinois
- Universidade de Syracuse
- Universidade Temple
- Faculdade da Cidade de Nova York
- Faculdade de Nova Jersey
- Universidade Towson
- Universidade Tufts
- Universidade Tulane
- Universidade de Albany[102]
- Universidade do Arizona
- Universidade do Arkansas
- Universidade de Búfalo
- Universidade da California em Berkeley
- Universidade da Califórnia em Davis
- Universidade da Califórnia em Irvine[103]
- Universidade da Califórnia em Los Angeles
- Universidade da Califórnia em San Diego
- Universidade da Califórnia em Santa Bárbara
- Universidade da Flórida
- Universidade de Houston
- Universidade do Kansas
- Universidade de Louisville
- Universidade de Massachusetts Amherst
- Universidade de Michigan
- Universidade de Montana
- Universidade de Nebraska em Omaha
- Universidade da Carolina do Norte em Chapel Hill[104]
- Universidade da Carolina do Norte em Charlotte[105]
- Universidade da Carolina do Norte em Greensboro[106]
- Universidade do Norte do Texas
- Universidade de Oklahoma
- Universidade de Oregon
- Universidade da Pensilvânia
- Universidade de Puget Sound
- Universidade de Rochester
- Universidade da Carolina do Sul
- Universidade do Texas em Arlington
- Universidade do Texas em Austin
- Universidade da Virgínia
- Universidade de Wisconsin
- Universidade Estadual de Valdosta
- Vassar College
- Virginia Commonwealth University
- Universidade Washington em St. Louis
- Western Illinois University
- Universidade Wesleyan
- Universidade Estadual de Wright
- Universidade de Yale

Reino Unido
- Birmingham City University[107][76]

Venezuela
- Universidade Politécnica Territorial de Barlovento Argelia Laya[13]

## Universidades com programas de doutorado em estudos negros
Estados Unidos
- Universidade Brown
- Universidade Columbia
- Universidade Cornell
- Universidade de Harvard
- Universidade de Indiana
- Michigan State University
- Universidade do Noroeste
- Universidade Estadual de Ohio
- Universidade Estadual da Pensilvânia[108]
- Universidade de Temple
- Universidade da California em Berkeley
- Universidade de Louisville
- Universidade de Massachusetts em Amherst
- Universidade da Pensilvânia[109]
- Universidade do Texas em Austin[110]
- Universidade de Wisconsin-Milwaukee
- Universidade de Yale

Reino Unido
- Universidade de Nottingham[111]

## Acadêmicos proeminentes nos estudos negros
África
- Micere Mugo

Brasil
- Lélia Gonzalez
- Abdias Nascimento
- Beatriz Nascimento

Caribe
- Carole Boyce Davies
- Horace Campbell
- Oliver Cromwell Cox
- Elsa Goveia
- C.L.R. James
- Walter Rodney
- Kwame Ture
- Sylvia Wynter

Estados Unidos
- Shawn Alexander
- Molefi Kete Asante
- M.K. Asante Jr.
- Houston A. Baker Jr.
- Bill Cole
- Patricia Hill Collins
- Edward W. Crosby
- Allison Davis
- Angela Y. Davis
- St. Clair Drake
- W. E. B. Du Bois
- Michael Eric Dyson
- Gerald Early
- John Hope Franklin
- E. Franklin Frazier
- Henry Louis Gates Jr.
- Farah Griffin
- Vincent Harding
- Nathan Hare
- Melissa Harris-Perry
- Saidiya Hartman
- Melville Herskovits
- bell hooks
- Charles S. Johnson
- Maulana Karenga
- Robin D.G. Kelley
- Glenn C. Loury
- Manning Marable
- Janis Mayes
- Fred Moten
- Mark Anthony Neal
- Adolph Reed
- Cedric Robinson
- Tricia Rose
- Milton Sernett
- Christina Sharpe
- Tracy Denean Sharpley-Whiting
- Renate Simson
- Geneva Smitherman
- Robert B. Stepto
- Conrad Tillard
- Akinyele Umoja
- Cornel West
- William Julius Wilson
- Carter G. Woodson
- Cynthia A. Young

Reino Unido
- Kehinde Andrews
- Kwame Anthony Appiah
- Hazel Carby
- Paul Gilroy

## Revistas acadêmicas
- African American Review
- Africana  – jornal de ideias sobre a África e a diáspora
- Africana Online: Journal of the Africana Center for Cultural Literacy and Research
- Africology: The Journal of Pan African Studies  (desde 1987)
- Afro-Americans in New York Life and History  (desde 1976)
- The Black Scholar (desde 1969)
- CallalooCallaloo
- Electronic Journal of Africana Bibliography  – a cobertura inclui qualquer aspecto de África, dos seus povos, das suas casas, cidades, vilas, distritos, estados, países, regiões, incluindo o desenvolvimento social, económico sustentável, a literatura criativa, as artes e a diáspora.
- The Griot: The Journal of African American Studies
- International Journal of Africana Studies  – projetado para interrogar e analisar as experiências vividas pelo povo africano.
- The Journal of African Civilizations (desde 1979)
- Journal of African American History
- Journal of African American Males in Education (JAAME)
- Journal of Black Studies
- Journal of Negro Education
- Journal of Negro History
- Western Journal of Black Studies
- Negro Digest
- Negro Educational Review
- Negro History Bulletin
- Nka: Journal of Contemporary African Art  – concentra-se na publicação de trabalhos críticos que examinam o campo em desenvolvimento da arte contemporânea africana e da diáspora africana dentro da experiência modernista e pós-modernista, contribuindo assim para o diálogo intelectual sobre a arte mundial e o discurso sobre o internacionalismo e o multiculturalismo nas artes.
- Phylon
- Race & Class
- Souls: A Critical Journal of Black Politics, Culture, and Society
- Transition Magazine